# Bitterna distrikt
Bitterna distrikt är ett distrikt i Vara kommun och Västra Götalands län. 
Distriktet ligger söder om Vara. 

## Tidigare administrativ tillhörighet
Distriktet inrättades 2016 och utgörs av en del av området som Vara köping omfattade till 1971, delen som före 1967 utgjorde    socknarna Västerbitterna och Österbitterna.
Området motsvarar den omfattning Bitterna församling hade 1999/2000 och fick 1818 när socknarnas församlingar slogs samman.